# ARA Formosa (M-6)
El ARA Formosa (M-6) fue un dragaminas perteneciente a la clase Ton originalmente construido como HMS Ilmington (M1148).

## Construcción y características
Este dragaminas de la clase Ton fue construido por Camper a mediados de la década de 1950. El buque desplazaba 360 toneladas con carga estándar y 440 t con plena carga. Tenía una eslora de 46,6 metros, una manga de 8,4 m y un calado de 2,5 m. Era impulsado por dos motores diésel de 3000 caballos de fuerza de vapor (bhp), que le permitían desarrollar una velocidad de 15 nudos.

## Servicio
El HMS Ilmington (M1148) sirvió en la Marina Real entre mediados de los años cincuenta hasta mediados de la década de 1960.
En 1967, el Gobierno de Argentina compró al Ilmington junto a otras cinco unidades de la misma clase. En 1968, la Armada Argentina se hizo del buque. El buque se incorporó a la División Cazaminas, Escuadrilla de Minado y Antiminado, Flota de Mar, junto al ARA Chaco. Posteriormente, la Armada Argentina convirtió al ARA Chaco y ARA Formosa en cazaminas.
La Armada lo vendió como chatarra en 2004.